# Start the Machine (album)
Start the Machine  è l'ottavo album in studio del gruppo musicale stoner rock statunitense Fu Manchu, pubblicato nel 2004.

## Tracce
1. Written in Stone – 3:21
2. I Can't Hear You – 1:27
3. Understand – 3:16
4. Make Them Believe – 3:46
5. Hey – 2:28
6. I'm Gettin' Away – 2:33
7. Out to Sea – 3:34
8. Open Your Eyes – 2:32
9. Today's Too Soon – 3:29
10. It's All the Same – 3:30
11. Tunnel Vision – 2:05
12. I Wanna Be – 3:27

## Formazione
- Scott Hill - voce, chitarra
- Bob Balch - chitarra, cori
- Brad Davis - basso, theremin, cori
- Scott Reeder - batteria, cori